# Begonia rosacea
Begonia rosacea là một loài thực vật có hoa trong họ Thu hải đường. Loài này được Putz. mô tả khoa học đầu tiên năm 1857.